# Vergongheon
 Vergongheon  es una población y comuna francesa, situada en la región de Auvernia, departamento de Alto Loira, en el distrito de Brioude y cantón de Auzon.

## Demografía
| 1643 | 1686 | 1664 | 1859 | 1725 | 1608 |
| Para los censos de 1962 a 1999 la población legal corresponde a la población sin duplicidades (Fuente: INSEE [Consultar]) |      |      |      |      |      |